# Gottlieb Ludolph Münter
Gottlieb Ludolph Münter (auch: Gottlieb Ludolf Münter und Gotlieb Ludolf Münter sowie Theophilus L. Münterus und Namensvarianten; * vor 1744 in Osterode am Harz; † 1767 in Uslar) war ein deutscher Rektor und Prediger.

## Leben
Der wohl im 17. Jahrhundert in Osterode geborene Gottlieb Ludolph Münter studierte an der Georg-August-Universität Göttingen und schloss 1744 mit dem Titel des Magisters der Philosophie. Er arbeitete dann zunächst als Konrektor einer Schule erst in Hildesheim, ab 1647 als Konrektor der Altstädter Schule. Spätestens 1649 war er zum Ehrenmitglied der Königlich Deutschen Gesellschaft zu Göttingen ernannt worden, weshalb Münter hierzu eine Dankesschrift publizierte.
Nach Hannover übernahm Münter am 25. September 1751 die Stelle des Rektors in seiner Heimatstadt Osterode am Harz.
Zuletzt wirkte Münter als erster Prediger in Uslar, wo er 1767 starb.

## Schriften (Auswahl)
Münter schrieb in der Regel in Latein. Zu seinen Schriften zählt aber auch eine Übersetzung aus dem Englischen und eine Anmerkung in den Hannoverischen Anzeigen:
- Dissertatio de principio necessitatis a repugnanter disiunctis repetito, Gottingae 1744
- Gedächtnisrede auf Johann Günther Albrecht, Kölnischen Hofrat und Leibarzt zu Hildesheim. S. T. daß der Beruf frommer und erfahrner Aerzte nichts anders als eine beständige Bereitung zum Tode sey, in: Hamburgische vermischte Bibliothek, Bd. 2, 1745
- Der Königlichen Deutschen Geselschaft in Göttingen bezeuget hiedurch seine Verbindlichkeit ein jüngsthin ernantes Ehrenmitglied Derselben, M. Gottlieb Ludolf Münter, Konrekter bey der Altstäter Schule in Hannover, Hannover: gedrukt bei Johann Daniel August Fuchs, 1749; Digitalisat der Staats- und Universitätsbibliothek Göttingen (SUB)
- M. Gottl. Ludolph Münters Betrachtung über die Absicht Gottes, Warum Christus so wenig vom Kreuze gestiegen, Matth. 27, 42. Als, Nach seiner Auferstehung, allem Volke erschienen ist, Hannover In Verlegung der Försterischen Erben 1749; Digitalisat der SUB
- M. Theophili Ludolphi Münteri Scholae Hanover. Conrectoris & Regiae societatis Teutonic. Gotting. Collegae honor. Uxor Homerica, Hanoverae, Typis Hieron. Mich. Pockwitz, MDCCL; Digitalisat der SUB Göttingen
- Hrn. D. Philip Doddridge, gewesenen öffentlichen Lehrers der Gottesgelahrtheit und Rectors bey der Acadmie zu Northampton Anfang und Fortgang Wahrer Gottseligkeit, in der menschlichen Seele ; Anfang und Fortgang Wahrer Gottseligkeit in der menschlichen Seele, nach der vierten Ausgabe, aus dem Englischen übersetzet, und nebst einer Vorrede Herrn Canzlers von Mosheim zum viertenmal herausgegeben von M. Gottlieb Ludolf Münter, Pastor Primarius zu Ußlar, und Ehren-Mitglied der Königl. deutschen Gesellschaft zu Göttingen, Hannover, Verlegts Johann Christoph Richter 1763; Digitalisat der Bayerischen Staatsbibliothek